# Костена-Река
Костена-Река (болг. Костена река) — село в Болгарии. Находится в Шуменской области, входит в общину Шумен. Население составляет 66 человек.

## Политическая ситуация
Костена-Река подчиняется непосредственно общине и не имеет своего кмета.
Кмет (мэр) общины Шумен — Красимир Благоев Костов (Болгарская социалистическая партия (БСП)) по результатам выборов в правление общины.